# Matriz de Transição de Estados
Na teoria de controle, a matriz de transição de estado é uma matriz cujo produto com o vetor de estado {\displaystyle x} em um momento inicial {\displaystyle t_{0}} permite obter {\displaystyle x} após um tempo  {\displaystyle t}, permitindo assim conhecer o estado de um sistema em qualquer instante futuro. A matriz de transição de estado pode ser usada para obter a solução geral de sistemas dinâmicos lineares.
A matriz de transição de estado é usada para encontrar a solução para uma representação geral no espaço de estado de um sistema linear da seguinte forma
{\displaystyle {\dot {\mathbf {x} }}(t)=\mathbf {A} (t)\mathbf {x} (t)+\mathbf {B} (t)\mathbf {u} (t),\;\mathbf {x} (t_{0})=\mathbf {x} _{0}} ,
Onde {\displaystyle \mathbf {x} (t)} são os estados do sistema, {\displaystyle \mathbf {u} (t)} é o sinal de entrada, {\displaystyle \mathbf {A} (t)} e {\displaystyle \mathbf {B} (t)} são funções de matriz, e {\displaystyle \mathbf {x} _{0}} é a condição inicial em {\displaystyle t_{0}} . Usando a matriz de transição de estado {\displaystyle \mathbf {\Phi } (t,\tau )}, a solução é dada por:
{\displaystyle \mathbf {x} (t)=\mathbf {\Phi } (t,t_{0})\mathbf {x} (t_{0})+\int _{t_{0}}^{t}\mathbf {\Phi } (t,\tau )\mathbf {B} (\tau )\mathbf {u} (\tau )d\tau }
O primeiro termo é conhecido como resposta de entrada zero e o segundo termo é conhecido como resposta de estado zero .

## Série Peano – Baker
A matriz de transição mais geral é dada pela série Peano-Baker
{\displaystyle \mathbf {\Phi } (t,\tau )=\mathbf {I} +\int _{\tau }^{t}\mathbf {A} (\sigma _{1})\,d\sigma _{1}+\int _{\tau }^{t}\mathbf {A} (\sigma _{1})\int _{\tau }^{\sigma _{1}}\mathbf {A} (\sigma _{2})\,d\sigma _{2}\,d\sigma _{1}+\int _{\tau }^{t}\mathbf {A} (\sigma _{1})\int _{\tau }^{\sigma _{1}}\mathbf {A} (\sigma _{2})\int _{\tau }^{\sigma _{2}}\mathbf {A} (\sigma _{3})\,d\sigma _{3}\,d\sigma _{2}\,d\sigma _{1}+...}
Onde {\displaystyle \mathbf {I} } é a matriz de identidade . Esta matriz converge de maneira uniforme e absoluta para uma solução que existe e é única.

## Outras propriedades
A matriz de transição de estado {\displaystyle \mathbf {\Phi } } satisfaz os seguintes relacionamentos:
1 É contínuo e possui derivados contínuos.
2, nunca é singular; de fato {\displaystyle \mathbf {\Phi } ^{-1}(t,\tau )=\mathbf {\Phi } (\tau ,t)} e {\displaystyle \mathbf {\Phi } ^{-1}(t,\tau )\mathbf {\Phi } (t,\tau )=I}, Onde {\displaystyle I} é a matriz de identidade.
3 - {\displaystyle \mathbf {\Phi } (t,t)=I} para todos {\displaystyle t} .
4 - {\displaystyle \mathbf {\Phi } (t_{2},t_{1})\mathbf {\Phi } (t_{1},t_{0})=\mathbf {\Phi } (t_{2},t_{0})} para todos {\displaystyle t_{0}\leq t_{1}\leq t_{2}} .
5 Satisfaz a equação diferencial {\displaystyle {\frac {\partial \mathbf {\Phi } (t,t_{0})}{\partial t}}=\mathbf {A} (t)\mathbf {\Phi } (t,t_{0})} com condições iniciais {\displaystyle \mathbf {\Phi } (t_{0},t_{0})=I} .
6 A matriz de transição de estado {\displaystyle \mathbf {\Phi } (t,\tau )}, dado por
{\displaystyle \mathbf {\Phi } (t,\tau )\equiv \mathbf {U} (t)\mathbf {U} ^{-1}(\tau )}
onde o {\displaystyle n\times n} matriz {\displaystyle \mathbf {U} (t)} é a matriz de solução fundamental que satisfaz
{\displaystyle {\dot {\mathbf {U} }}(t)=\mathbf {A} (t)\mathbf {U} (t)} com condição inicial {\displaystyle \mathbf {U} (t_{0})=I} .
7 Dado o estado {\displaystyle \mathbf {x} (\tau )} a qualquer momento {\displaystyle \tau }, o estado em qualquer outro momento {\displaystyle t} é dado pelo mapeamento
{\displaystyle \mathbf {x} (t)=\mathbf {\Phi } (t,\tau )\mathbf {x} (\tau )}

## Estimativa da matriz de transição de estado
No caso invariante no tempo, podemos definir {\displaystyle \mathbf {\Phi } }, usando a matriz exponencial, como {\displaystyle \mathbf {\Phi } (t,t_{0})=e^{\mathbf {A} (t-t_{0})}} .
No caso da variante do tempo, a matriz de transição de estado {\displaystyle \mathbf {\Phi } (t,t_{0})} pode ser estimado a partir das soluções da equação diferencial {\displaystyle {\dot {\mathbf {u} }}(t)=\mathbf {A} (t)\mathbf {u} (t)} com condições iniciais {\displaystyle \mathbf {u} (t_{0})} dado por {\displaystyle [1,\ 0,\ \ldots ,\ 0]^{T}}, {\displaystyle [0,\ 1,\ \ldots ,\ 0]^{T}} ,. . ., {\displaystyle [0,\ 0,\ \ldots ,\ 1]^{T}} . As soluções correspondentes fornecem o {\displaystyle n} colunas de matriz {\displaystyle \mathbf {\Phi } (t,t_{0})} . Agora, da propriedade 4, {\displaystyle \mathbf {\Phi } (t,\tau )=\mathbf {\Phi } (t,t_{0})\mathbf {\Phi } (\tau ,t_{0})^{-1}} para todos {\displaystyle t_{0}\leq \tau \leq t} . A matriz de transição de estado deve ser determinada antes que a análise da solução variável no tempo possa continuar.